# Reinfeld (Holstein)
Reinfeld (Holstein) este un oraș din landul Schleswig-Holstein, Germania.